# Tétraméthylbutane
Le tétraméthybutane ou 2,2,3,3-tétraméthylbutane est un hydrocarbure saturé de la famille des alcanes, de formule brute C8H18. C'est un des isomères de l'octane.